# Гвоздики картузійські
Гвоздики картузійські (Dianthus carthusianorum) — трав'яниста рослина родини гвоздикових. Росте в сухих місцях, родом з Європи (від Іспанії до України). Може зустрічатися у горах на висотах до 2500 м.

## Опис
Багаторічна трав'яниста рослина з нечисленними прямостійними голими квітконосними пагонами заввишки 15-70 см і гіллястим кореневищем, від якого відходять вегетативні пагони. Листки супротивні, лінійні, біля основи зростаються в піхву. Квітки на коротких квітконіжках, біля основи з бурими або чорнуватими ланцетними лусочками, зібрані по 3-8 у суцвіття. Чашечка пурпурова (іноді трапляються білі квітки), п'ятизубчаста, до середини обхоплена шилоподібними лусочками. Віночок рожевий або пурпурово-червоний. Плід — довгаста коробочка.

## Поширення
Поширення: Середня і Південна Європа, Західне Середземномор'я, Балкани. Росте в Україні та Білорусі. Місця зростання: соснові, широколистяні-соснові та широколистяні ліси, суходольні луки на піщаних ґрунтах, лісові галявини, лісові галявини та просіки, залізничні насипи; росте невеликими, нерідко досить великими групами або окремими екземплярами.

## Особливості біології
Цвіте у червні-вересні, плодоносить у вересні-жовтні. Насіннєве розмноження.

## Використання
Декоративна рослина.

## Галерея

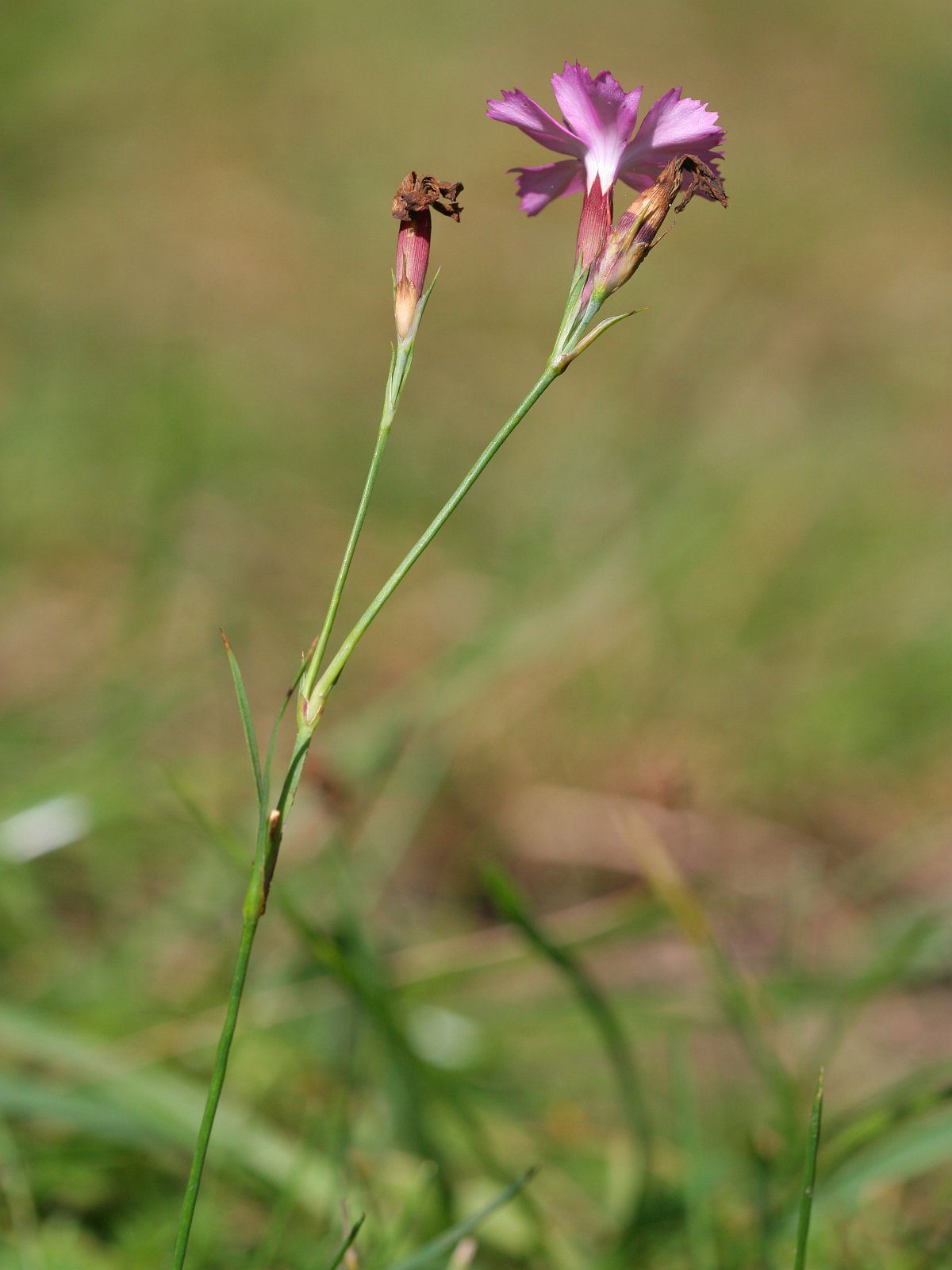
subsp. carthusianorum
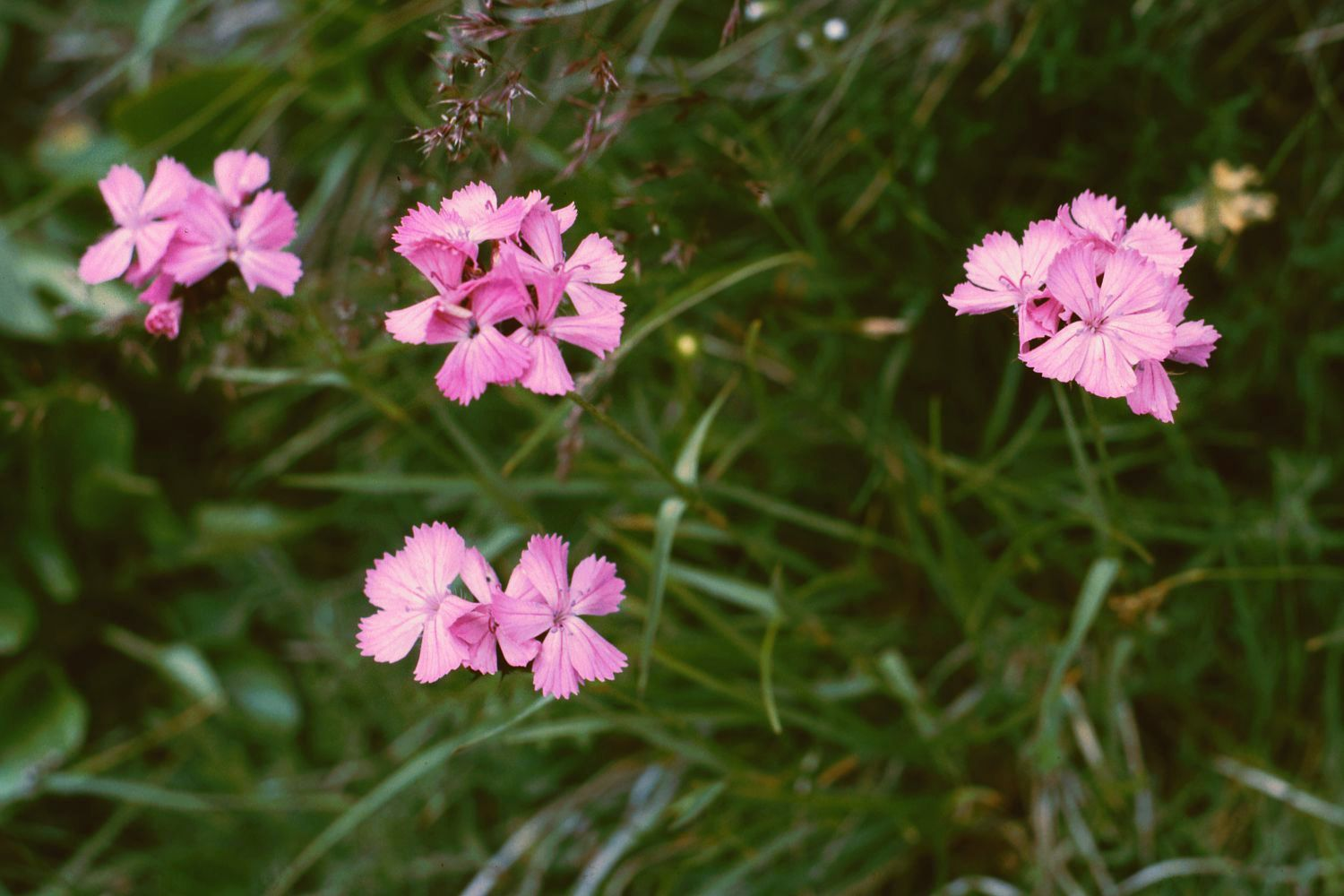
subsp. alpestris
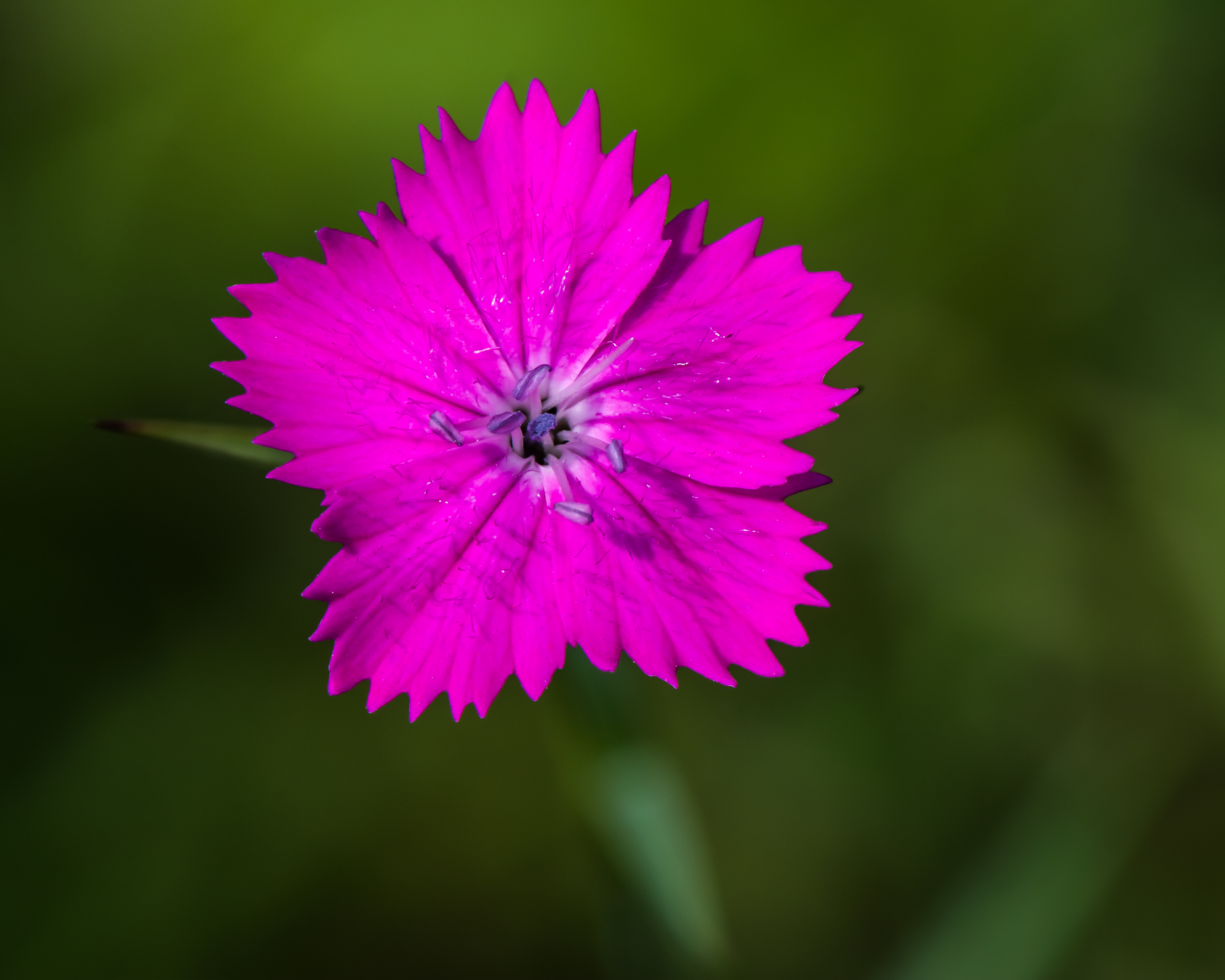
Квітка великим планом. Австрія, 2016